# Сельское поселение Ново-Хамидие
Се́льское поселе́ние Ново-Хамиди́е — муниципальное образование в составе Терского района республики Кабардино-Балкария.
Административный центр — село Ново-Хамидие.

## География
Муниципальное образование расположено в восточной части Терского района, к западу от границы республики с Северной Осетией. В состав сельского поселения входят два населённых пункта.
Площадь территории сельского поселения составляет — 65,92 км2. Протяжённость муниципального образования с севера на юг составляет 5 км, с запада на восток — 15,7 км.
Граничит с землями муниципальных образований: Нижний Курп на юге, Терекское на северо-западе, Хамидие на севере, а также Нижний Малгобек Северной Осетии на востоке.
Сельское поселение расположено на наклонной Кабардинской равнине, в переходной от предгорной в равнинную, зоне республики. Средние высоты на территории муниципального образования составляют 222 метров над уровнем моря. Рельеф местности пересечённая и представляют собой в основном наклонную предгорную равнину, переходящая на юге в склоны Арикского хребта (западный отрог Терского хребта). Большая часть площади поселения расположены на склонах Арикского хребта. В южной части расположены крупные урочища — Бадуко и Каншоуко.
Гидрографическая сеть в основном представлена главной артерией Малокабардинского канала. Вдоль восточной окраины сельского поселения протекает река Курп. Грунтовые воды залегают на глубине 5-7 метров.
Климат влажный умеренный с тёплым летом и прохладной зимой. Среднегодовая температура воздуха составляет около +10,0°С, и колеблется от средних +23,0°С в июле, до средних -2,5°С в январе. Минимальные температуры зимой редко отпускаются ниже -10°С, летом максимальные температуры достигают +35°С. Среднегодовое количество осадков составляет около 630 мм. Основная часть осадков выпадает в период с апреля по июнь. Основные ветры — северные. В конце лета возможны засухи, вызванные воздействием воздушных течений исходящими из Прикаспийской низменности.

## История
Сельский народный совет при селе Ново-Хамидие было основано в 1962 году. До этого селение административно подчинялось расположенному ниже Хамидиевскому сельсовету. Кроме села Ново-Хамидие, в состав нового сельсовета был включён и посёлок Акведук.
В 1992 году Ново-Хамидский сельсовет реорганизован и преобразован в Ново-Хамидиевскую сельскую администрацию.
Муниципальное образование Ново-Хамидие наделено статусом сельского поселения Законом Кабардино-Балкарской Республики от 27.02.2005 №13-РЗ «О статусе и границах муниципальных образований в Кабардино-Балкарской Республике».

## Население
| 2002 | 2010 | 2012 | 2013 | 2014 | 2015 | 2016 |
| ---- | ---- | ---- | ---- | ---- | ---- | ---- |
| 906  | ↘780 | ↘751 | ↘729 | ↘720 | ↘702 | ↘680 |
| 2017 | 2018 | 2019 | 2020 | 2021 | 2023 | 2024 |
| ↘667 | ↗670 | ↘663 | →663 | ↗670 | ↘651 | ↘638 |
| 2025 |      |      |      |      |      |      |
| ↗646 |      |      |      |      |      |      |

Процент от населения района — 1.21 %
Плотность — 9.8 чел./км2.

### Национальный состав
По данным Всероссийской переписи населения 2010 года:
| Народ      | Численность, чел. | Доля от всего населения, % |
| ---------- | ----------------- | -------------------------- |
| кабардинцы | 599               | 76,8 %                     |
| русские    | 139               | 17,8 %                     |
| балкарцы   | 20                | 2,6 %                      |
| другие     | 22                | 2,8 %                      |
| всего      | 780               | 100 %                      |

## Состав поселения
| № | Населённый пункт | Тип населённого пункта       | Население | Доля от населения (%) |
| - | ---------------- | ---------------------------- | --------- | --------------------- |
| 1 | Акведук          | село                         | ↘5        | 1,2 %                 |
| 2 | Ново-Хамидие     | село, административный центр | ↘665      | 98,8 %                |

## Местное самоуправление
Администрация сельского поселения Ново-Хамидие — село Ново-Хамидие, пер. Зелёный, №2.
Структуру органов местного самоуправления сельского поселения составляют:
- Глава сельского поселения — Ардавов Хазрет Хусейнович.
- Администрация сельского поселения Ново-Хамидие — состоит из 3 человек.
- Совет местного самоуправления сельского поселения Ново-Хамидие — состоит из 6 депутатов.

## Экономика
Основу экономики составляет сельское хозяйство. Ныне на территории сельского поселения продолжают разведение мелкого рогато скота и выращивание злаковых культур. Большую роль в экономическом развитии села играет КФХ имени «Гершишев А.А.».
В советское время на территории сельсовета действовал крупный племенной овцеводческий совхоз. Совхоз специализировался на выращивании полутонкорунных овец.
Во время войны по решению правительства совхоз был преобразован в конзавод №79. И хозяйство стало специализироваться на разведении лошадей кабардинской породы для нужд обороны страны. В середине 1950-х годов конзавод был обратно преобразован в племовцесовхоз.